# Свято-Троицкий собор (Алапаевск)
Свя́то-Тро́ицкий собо́р — православный храм в городе Алапаевске Свердловской области, кафедральный собор Алапаевской епархии Русской православной церкви.

## История
В конце XVII столетия жители деревни Алапаихи и других смежных с нею деревень ввиду дальнего расстояния (50 вёрст) до приходского Мурзинского храма стали ходатайствовать пред Тобольским епархиальным начальством о постройке в их селении храма и образовании самостоятельного прихода. Ходатайство было удовлетворено, и в 1702 году ими был построен на собственные средства небольшой каменный храм во имя праведного человека Божия Алексия. В 1771 году было разрешено деревянные потолки храма и колокольню заменить каменными и пристроить к Алексиевскому храму каменный придел во имя Архистратига Божия Михаила. Вновь сооружённый придел в 1776 году был освящён архимандритом Невьянского Богоявленского монастыря Исаией. В 1793 году Алапаевскому причту и старосте дано было разрешение пристроить на средства прихожан к существующим Алексеевскому и Михайловскому храмам с восточной стороны новый холодный каменный храм во имя Святой Живоначальной Троицы и перестроить храм Алексеевский. 8 декабря 1798 года в Алексеевском храме случился пожар, во время которого сгорела вся деревянная крыша храма с главами на обоих приделах и перилами на колокольне; вследствие этого устройство Троицкого придела затянулось, и он освящён был лишь в 1816 году. В то же время каменная колокольня храма вследствие слабого грунта земли стала отходить от стен храма и грозила падением; посему в 1831 году колокольня эта было разобрана, и вместо неё в течение 1832 и 1833 годов была выстроена новая. В начале XX века в храме имелись два святых креста: первый крест серебряный (с клеймом 1791 года), позолоченный, с изображениями Спасителя (распятого), Божией Матери, Иоанна Богослова, Господа Саваофа, апостола Петра; весу 2 фунта 82 золотника; второй крест — серебряный, позолоченный (без пробы), восьмиконечный; весу 2 фунта.
В 1912 году Священный Синод присвоил храму статус собора.
В 1918 году собор посещали князья Романовы и Елизавета Фёдоровна, находившиеся под стражей и убитые под Алапаевском. 1 ноября 1918 года обнаруженные ранее тела Алапаевских мучеников были перенесены в Свято-Троицкий собор. После завершения заупокойной литургии и отпевания тела поместили в склеп, устроенный в южной стороне алтаря, и замуровали вход в него кирпичом. Позднее останки были вывезены (см. Алапаевские мученики).
С 1932 по 1992 годы в здании собора размещался хлебозавод.
В 1991 году начались восстановительные работы. С 1992 года Свято-Троицкий собор является архиерейским подворьем. 8 августа 1999 года собор был освящён архиепископом Екатеринбургским и Верхотурским Викентием. К концу 1990-х годов был восстановлен и склеп, являвшийся местом временного захоронения Алапаевских мучеников.
В 2016 году шторм, случившийся в Екатеринбурге в ночь с 20 на 21 марта, сорвал шпиль колокольни собора.

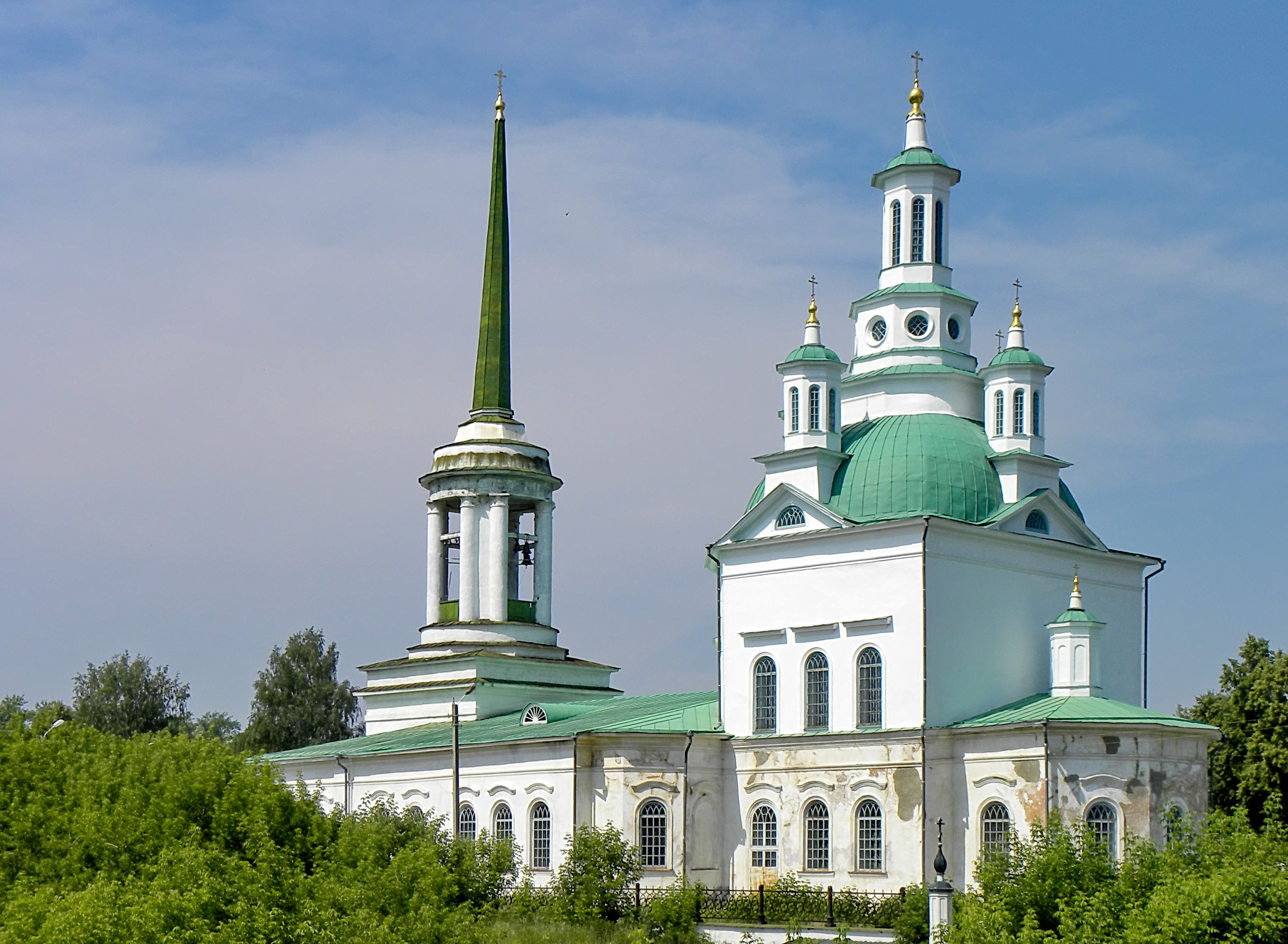
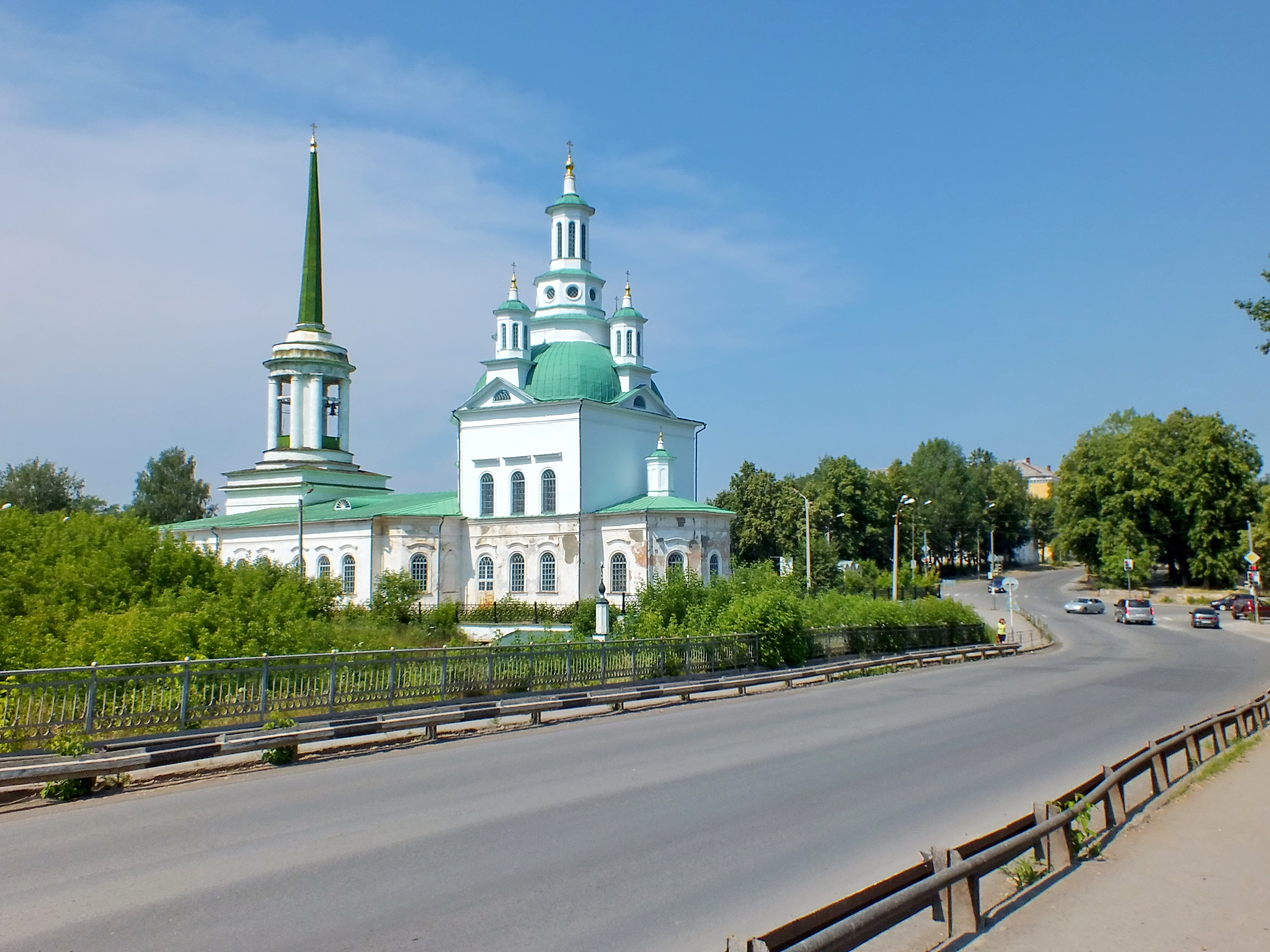
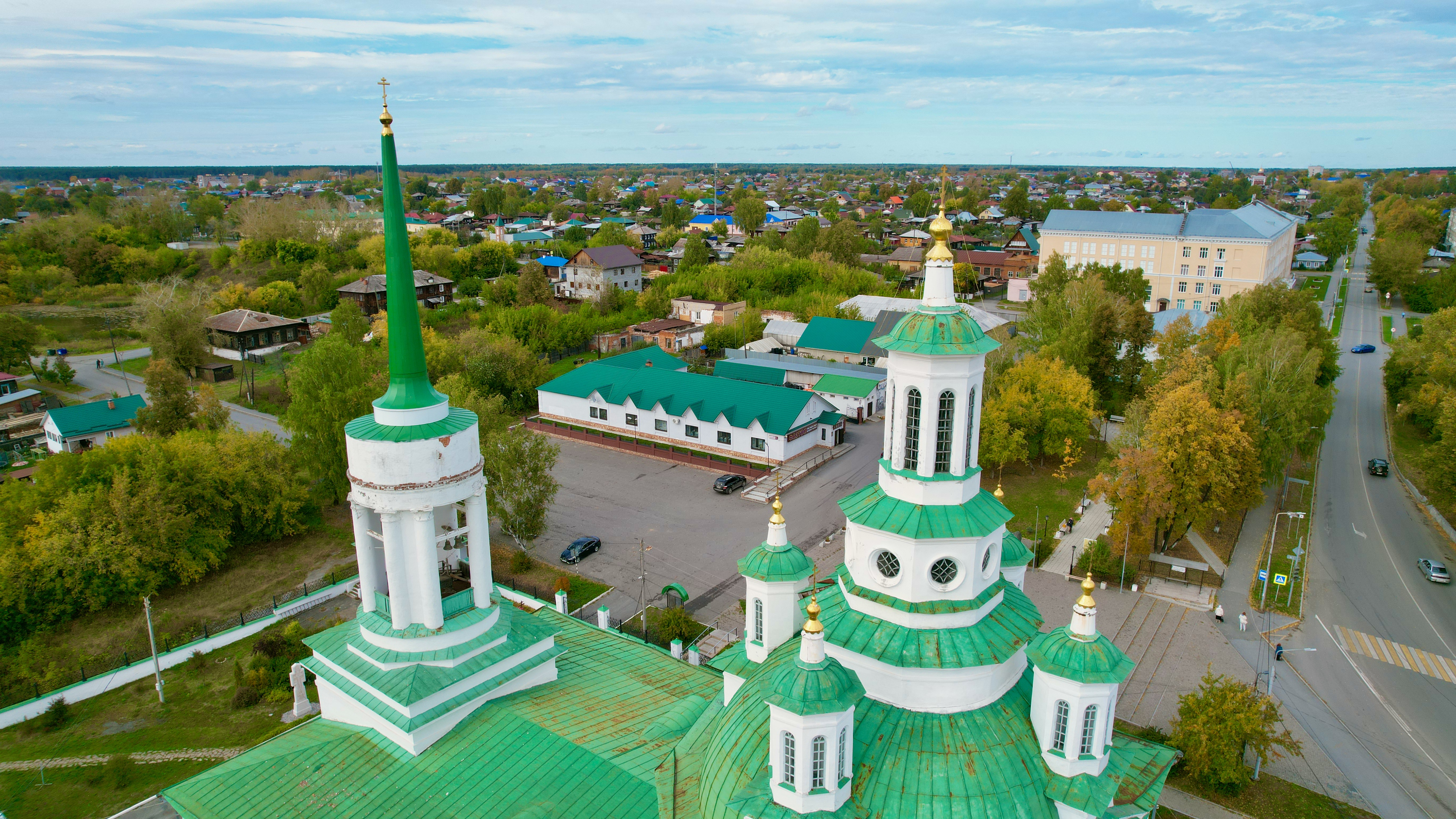
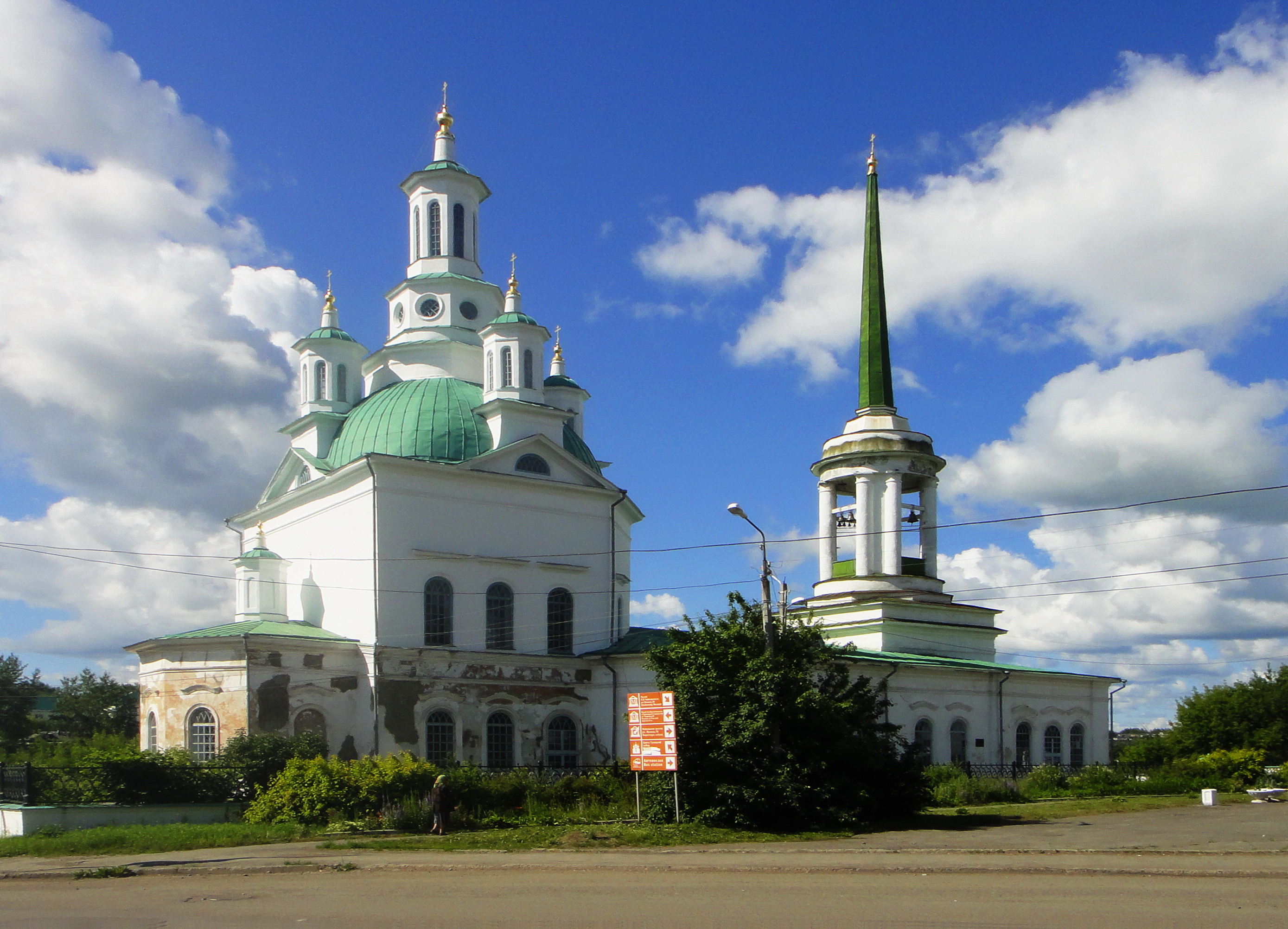
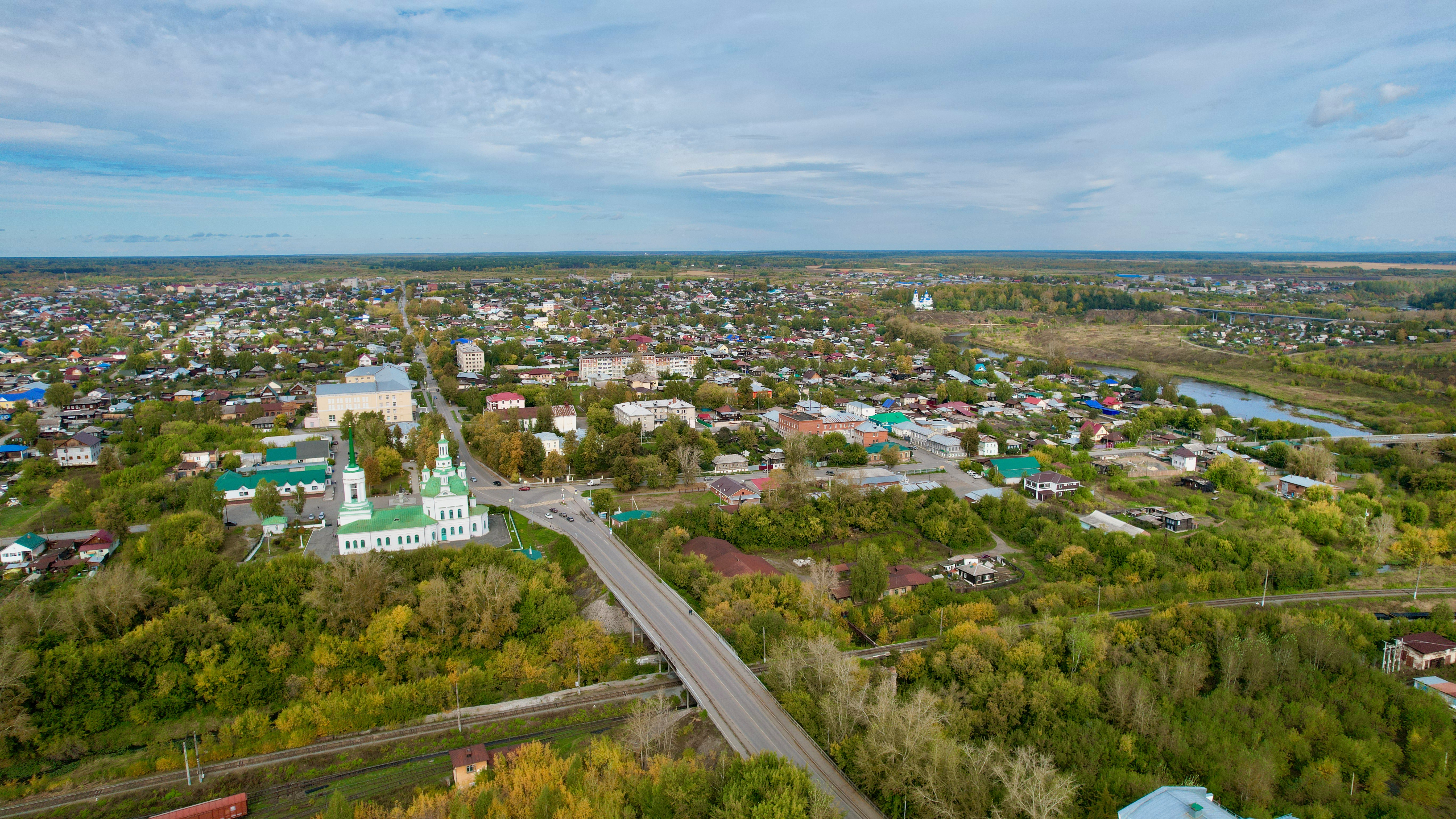
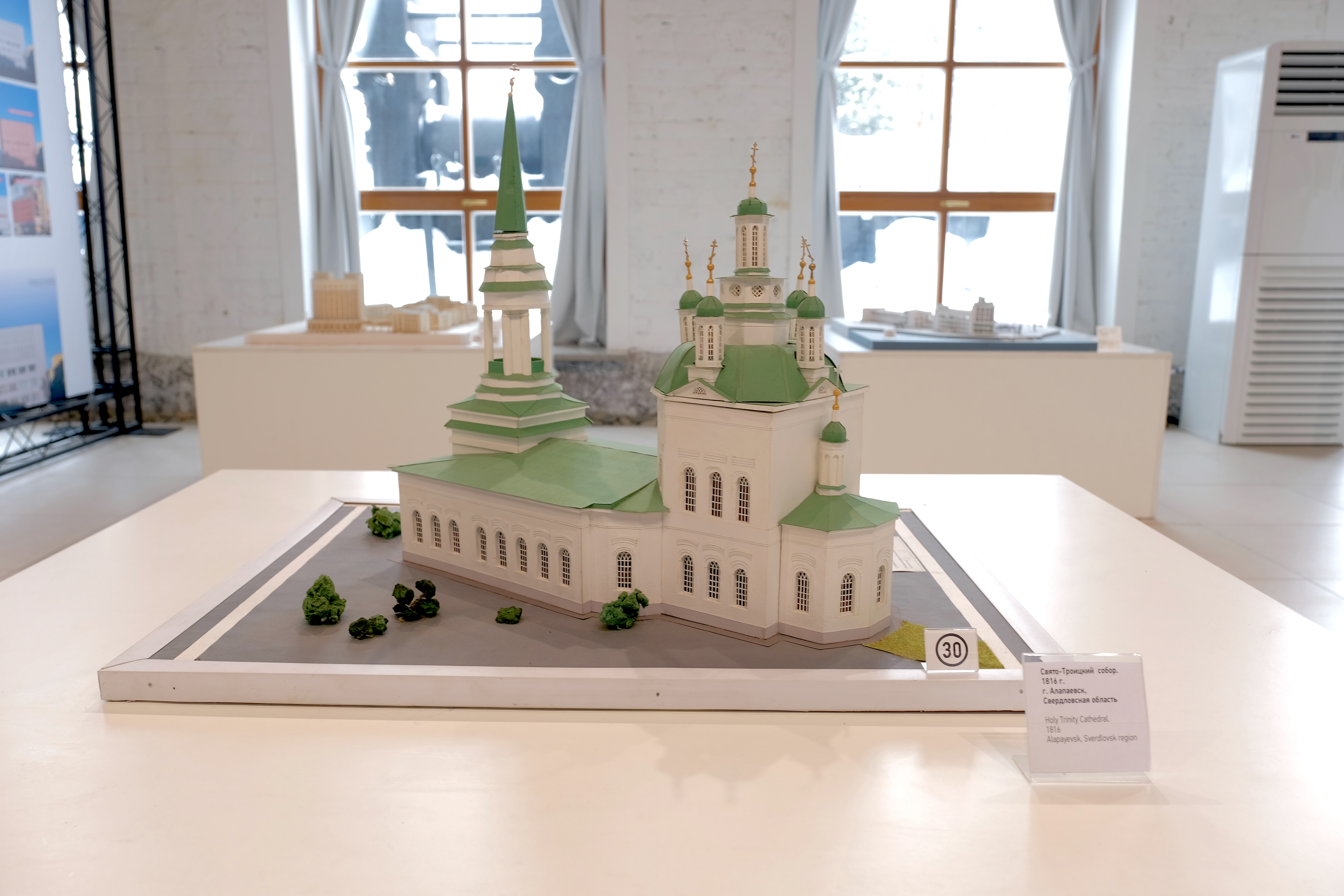
Макет в музее УрГАХУ